# Airaphilus vaulogeri
Airaphilus vaulogeri es una especie de coleóptero de la familia Silvanidae.

## Distribución geográfica
Habita en Túnez.